# Премилькуоре
Премилькуо́ре (итал. Premilcuore, эмил.-ром. Premaicùr) — коммуна в Италии, в регионе Эмилия-Романья, подчиняется административному центру Форли.
Население составляет 832 человека (2008 г.), плотность населения — 8 чел./км². Занимает площадь 99 км². Почтовый индекс — 47010. Телефонный код — 0543.
Покровителем коммуны почитается святитель Мартин Турский, празднование 11 ноября.

## Демография
Динамика населения:

## Администрация коммуны
- Официальный сайт: http://www.comune.premilcuore.fo.it/ Архивная копия от 24 ноября 2012 на Wayback Machine